# Міжнародний Стамбульський джазовий фестиваль
Міжнародний Стамбульський джазовий фестиваль (тур. İstanbul Caz Festivali) — традиційний двотижневий фестиваль джазу, який проводиться у червні-липні в Стамбулі. Одним із головних завдань фестивалю є сприяння «обміну натхненням» між артистами.

## Історія
Історія Стамбульського фестивалю почалася в 1973 році. Тоді крім класичної та народної музики, він включав в себе джаз, драматичні вистави і кінофільми. У 1984 році в Стамбулі відбувся концерт Чіка Коріа та Стіва Куяли, після якого щорічно давали концерти Орнетт Коулман, Майлз Девіс, Modern Jazz Quartet, Діззі Гіллеспі і Стен Гетц.
У 1994 році відбувся перший Стамбульський джазовий фестиваль, після чого він став щорічним. Організатором фестивалю є Стамбульський Фонд Культури і Мистецтва
В програму фестивалю входять концерти симфонічної та камерної музики, опера, класичний балет, сучасний танець і традиційна турецька музика. Концерти проводяться в різних історичних місцях Стамбула, таких як Музей Айя Айрен, Археологічні музеї Стамбула, Особняк Есми Султана, а також відкриті майданчики і двори знаменитих будівель навколо міста.
З 2003 року на міжнародному джазовому фестивалі проводиться серія концертів «Молодий джаз».

### Фестивалі
2 липня 2008 року стартував 15-й джазовий фестиваль у Стамбулі.
У 2017 році з 27 червня по 15 липня відбувся 24-й джазовий фестиваль.
У 2018 році, 26 червня стартував 25-й джазовий фестиваль. В рамках фестивалю були організовані серія концертів «Джаз в парках», музично-розважальні заходи «Нічна прогулянка» і «День для дітей».
У 2019 році фестиваль відбувся з 29 червня по 18 липня, 300 місцевих та іноземних музикантів, солідний плейлист і 27 різних майданчиків міста. У рамках фестивалю за традицією пройде два безкоштовних концерти під відкритим небом.